# Taguatinga Esporte Clube
Le Taguatinga Esporte Clube est un club brésilien de football basé à Taguatinga dans le District fédéral.

## Palmarès
- Championnat de Brasilia (5) :
  - Champion : 1981, 1989, 1991, 1992, 1993
  - Vice-champion : 1978, 1985, 1986, 1987, 1990

- Championnat de Brasilia D2 :
  - Vice-champion : 1997